# Vélez-Rubio
Vélez-Rubio és una localitat de la província d'Almeria. L'any 2005 tenia 7.037 habitants. La seva extensió superficial és de 282 km² i té una densitat de 25,0 hab/km². Les seves coordenades geogràfiques són 37° 39′ N, 2° 04′ O. Està situada a una altitud de 847 metres i a 175 quilòmetres de la capital de la província, Almeria. Està a uns 105 km d'Almería i a 42 de Lorca, a la vall del Guadalentín, afluent del Sangonera.

## Demografia
| 1997  | 1999  | 2000  | 2001  | 2002  | 2003  | 2004  | 2005  | 2006  | 2007  |
| ----- | ----- | ----- | ----- | ----- | ----- | ----- | ----- | ----- | ----- |
| 6.508 | 6.502 | 6.519 | 6.472 | 6.592 | 6.756 | 6.905 | 7.037 | 7.025 | 7.053 |

## Història
A la rodalia de la ciutat s'ha trobar un cementiri prehistòric, pintures rupestres i un gran nombre de monedes i objectes d'art romanes. Sota els àrabs fou part de la kura de Tudmir i va donar suport a la revolta d'Úmar ibn Hafsun però fou sotmesa per Abd-ar-Rahman III el 925. Al-Idrissí la situa a l'iqlim o districte de Bajjana juntament amb Almería, Berja i Purchena.
Al segle xiii quan l'infant Alfons (futur Alfons X el Savi) va conquerir Lorca, marcava la frontera del regne de Granada. Fou conquerida el 1437 per Alonso Yáñez Fajardo però recuperada pels musulmans el 1447 i fou residència del rei nassarita Abu Abd Allah Muhammad XII al-Zaghal. El 1488 fou conquerida definitivament pel rei Ferran el Catòlic que en va donar la senyoria a Pedro Fajardo, primer marquès de Dos Vélez, anomenats Vélez Rojo i Vélez Blanco, el primer reanomenat Vélez-Rubio mentre el segon, a uns 5 km de distància de l'anterior, conservà el nom de Velez-Blanco.